# Отомар Розенбах
Отомар Розенбах (на полски: Ottomar Rosenbach) е германски лекар, професор по патология и терапия в Бреславския университет (1888 – 96).

## Биография
Отомар Розенбах е роден на 4 януари 1851 година в град Крапковице, Полша.

## Трудове
- „Ansteckung, Ansteckungsfurcht und die bakteriologische Schule“ (1892)
- „Die Entstehung und hygienische Behandlung der Bleichsucht“ (Лайпциг, 1893)
- „Die Grundlagen der Lehre vom Kreislauf“ (Виена, 1894)
- „Beiträge zur Pathologie und Therapie des Verdauungsapparates“ (1895)
- „Nervöse Zustände and ihre psychische Therapie“ (1897, 2-ро изд. през 1904 г.)
- „Grundriss der Pathologie und Therapie der Herzkrankheiten“ (Берлин, 1899)
- „Wesen und Behandlung der Krisen“ (1899)
- „Arzt contra Bacteriologe“ (Виена, 1902 г., в превод на английски в Ню Йорк през 1904 г.).